# وقعة الشيط
في عهد عبد العزيز بن محمد آل سعود، وتحديدًا عام 1198 هـ / 1784م، بدأ التحرك ضد بني خالد في الأحساء؛ حيث قاد الأمير سعود بن عبد العزيز عندما كان أميراً في عهد أبيه، هجومًا ناجحًا وصل إلى “قرية العيون”؛ ثم إلى “الجشة”، و”العقير” في عام 1202 هـ / 1787م. وهزم بني خالد عام 1203 هـ / 1788م في معركة ويقة؛ بينما شهد عام 1204 هـ / 1789م وقعة غريميل، وهو جبل صغير في الأحساء، حيث تقابل جيش الدولة السعودية الأولى الذي يقوده الأمير سعود بن عبد العزيز، وجيش بني خالد، بقيادة عبد المحسن بن سرداح، ودويحس بن عريعر، وانتهت المعركة بانتصار الأمير سعود، وعودته إلى الدرعية.
لم تستتب الأمور بشكل نهائي في الأحساء، وحدث أن تقابل جيش الدولة السعودية الأولى الذي كان تحت قيادة سعود بن عبد العزيز، مع بني خالد تحت قيادة براك بن عبد المحسن في معركة، عُرفت باسم “الشيط” في عام 1207 هـ / 1792م. وكما يذكر ابن بشر، فقد سار سعود بجيشه متجهًا لملاقاة بني خالد عند ماء يقال له: اللصافة، وتتبع سعود جيش بني خالد حتى تقابل معه عند موضع يسمى “الشيط”، ودار قتال هُزم فيه بنو خالد. وبعد هذه المعركة خرج أهل الاحساء إليه مبايعين. وأقام في الأحساء لمدة شهر، وبعد مغادرته بوقت وجيز، انقلب أهل الأحساء، فسار سعود على رأس حملة اتجهت إلى الأحساء، وتقابل مع بني خالد مجددًا قرب المبرز. ثم أعلن أهل الأحساء ولاءهم، ودخولهم في طاعة الإمام عبد العزيز بن سعود؛ ولكن الاضطراب عاد من جديد إلى الأحساء التي ثار عدد من أعيانها، فتكرر مسير الأمير سعود إلى الأحساء في ذي القعدة من عام 1210 هـ / 1796م، فنزل منطقة “الرقيقة” قرب الهفوف، وتمكن من إعادة الأحساء إلى نفوذ الدولة السعودية.
شكَّل ضم الدولة السعودية الأولى للأحساء نصرًا كبيرًا لها، وأكسبها إطلالة على العالم الخارجي بوصولها إلى بحر الخليج العربي، وتحسن اقتصادها، وازداد نفوذها وقوتها العسكرية، وتهيأت لها فرص التوسع في مناطق أخرى من ساحل الخليج العربي؛ فأكدت نفوذها على قطر عام 1208 هـ / 1793م، وأرسلت في العام نفسه حملة إلى الكويت، ولكن لم تدخلها ضمن أملاكها، كما تقدمت قوات الدولة السعودية إلى واحة البريمي، بعد سلسلة من الهجمات قادها كل من مطلق المطيري، وإبراهيم بن عفيصان عام 1210 هـ / 1795م، وأصبحت البريمي قاعدة متقدمة لنشاط الدولة السعودية العسكري، ومركزًا لنشر الدعوة السلفية داخل عمان، والساحل المطل على الخليج. كما أعلنت قبائل بني ياس، وآل نعيم، وبني قتب، والظواهر، والشوامس، طاعتهم للدولة السعودية الأولى. وفي عام 1218 هـ / 1803م رضي حاكم عمان سلطان بن أحمد بن سعيد بدفع زكاة سنوية إلى الدرعية؛ ولكن انشغال الدولة السعودية الأولى بالحملات العسكرية العثمانية (1226-1233 هـ/1811-1818م) ضدها، اضطرت قوات الدولة السعودية الأولى إلى الانسحاب من معظم جهات عمان، والتركز في البريمي.